# Lobulo parietale superiore
Il lobulo parietale superiore si trova davanti alla parte superiore del solco postcentrale, ma è connesso con il giro postcentrale sopra alla fine del solco.
Esso contiene le aree di Brodmann 5 e 7. Dietro la parte laterale della fessura parietoccipitale, attorno alla cui fine è toccato dal lobo occipitale attraverso la curva di una circonvoluzione, l'arco parietoccipiatale. Al di sotto, è separato dal lobulo parietale inferiore dalla parte orizzontale del solco intraparietale.